# Sieć 4G
Sieć 4G – technologia oparta na sieci radiowej o szybkim przesyle i wielofunkcyjnych punktach nadawczo-odbiorczych, funkcjonująca w paśmie 1800 MHz. Główną cechą odróżniającą 4G od swojej poprzedniczki (3G) jest szybkość transferu pomiędzy urządzeniami. Sieć czwartej generacji oferuje prędkość mobilnego Internetu na poziomie 100 Mb/s, a wysyłanie pakietów odbywa się z prędkością powyżej 25 Mb/s. Technologia umożliwia użytkownikom m.in.: niezwykle szybki, jak na sieci radiowe, dostęp do Internetu, zindywidualizowaną telefonię, dostęp do nowoczesnych serwisów z multimediami oraz grami.

## Początki technologii 4G
Początki prac nad rozwojem sieci 4G sięgają 2000 roku, kiedy to okazało się, że ruch sieciowy na obszarze nadawca-odbiorca jest zbyt duży. Właściwe działanie systemu czwartej generacji rozpoczęło się w 2008 roku. Wówczas Międzynarodowy Związek Telekomunikacyjny (ITU-R) ustalił standardy, po spełnieniu których technologia może otrzymać certyfikat 4G. Opublikowane wymogi noszą nazwę IMT-Advanced (International Mobile Telecommunications Advanced).

## Zalety sieci 4G
- istotne przyspieszenie możliwości transferowych,
- rzadkie występowanie przestojów i błędów transferu,
- nawet 10-krotnie szybszy czas reakcji w porównaniu do 3G,
- przebudowa systemu z trzeciej generacji na czwartą nie wymaga całkowitej modernizacji połączeń (jak w przypadku ewolucji z 2G do 3G),
- komutacja pakietów na protokole IP,
- uproszczona struktura sieci szkieletowej[3].

## Wada sieci 4G
- konieczność poniesienia kosztów urządzeń mobilnych oraz aparatów telefonicznych, obsługujących standard 4G[4].